# Опсада Бреста
Опсада Бреста (енгл. Defense of Brest Fortress), од 22. јуна до 20. јула 1941, била је немачка победа у самом почетку операције Барбароса.

## Позадина
По споразуму Рибентроп-Молотов, Брест је након немачке инвазије на Пољску прикључен СССР 27. септембра 1939. У граду се налазила једна од најважнијих тврђава на западној граници некадашњег Руског царства, изграђена 1833-1840. Тврђава-мостобран (на реци Буг), изграђена у бастионском систему, пречника 2 км, подигнута је ван града. У 500 казамата могла се сместити посада од 16.000 људи. У другој половини 19. века, по плановима Тотлебена, подигнут је појас форова на 3-5 км од језгра тврђаве. Тврђава је делимично обновљена почетком 20. века, али због слабе економске моћи Русије, форови су били без купола, са отвореним ватреним положајима за артиљерију и пешадију, и казаматима сигурним само од погодака оруђа калибра до 320 мм. У Првом светском рату демолирана је и напуштена без борбе у лето 1915, а у совјетско-пољском рату Пољаци су је заузели 19. августа 1920. и обновили.
На почетку немачке агресије на СССР 1941, Брест је био на правцу наступања десног крила немачке групе армија Центар. Немачка 45. пешадијска дивизија, ојачана оклопним јединицама и подржана авијацијом, добила је задатак да заузме Брест. Правац према Бресту затварале су 6. и 42. пешадијска дивизија из совјетске 4. армије.

## Битка
Немачки напад почео је у 3 часа и 30 минута 22. јуна 1941. и затекао је главнину совјетских снага на обуци у околини града. Немци су истог дана окружили Брест. 
Главнина совјетске 6. и 42. дивизије, под притиском надмоћнијих немачких снага, одступила је источно од Бреста, а делови тих дивизија са 33. инжињеријским пуком и граничним одредом, укупне јачине око 3.500 војника, организовали су одбрану града и његове тврђаве са тежиштем у цитадели. Немци су у дводневним борбама успели заузети град и делове тврђаве, сем цитаделе и кобринског утврђења. За то време део бранилаца успео је да се пробије из града. Остали су организовали кружну одсудну одбрану и посебну команду у цитадели.
Немци су поново извршили напад 29-30. јуна и сломили херојски отпор главнине бранилаца, а затим 1. јула повукли главнину 45. пешадијске дивизије из Бреста, оставивши два батаљона ради ликвидације преосталих бранилаца. Борбе у Бресту вођене су све до 20. јула, кад је после 28-дневне борбе, погинуо и последњи бранилац града.

## Последице
Град је остао под нацистичком окупацијом све до лета 1944. Црвена армија ослободила је град 28. јула 1944.